# Smells Like Teen Spirit
«Smells Like Teen Spirit» es una canción de la banda de rock estadounidense Nirvana. Es la pista de apertura y el sencillo principal de su segundo álbum, Nevermind (1991), lanzado por DGC Records. El inesperado éxito de la canción impulsó al disco a la cima de varias listas de álbumes a principios de 1992, un evento a menudo marcado como el punto en el que el grunge entró en la corriente principal. Fue el mayor éxito de Nirvana, ocupando un lugar destacado en las listas de la industria musical de todo el mundo en 1991 y 1992, y fue el número uno en las listas de Bélgica, Francia, Nueva Zelanda y España. Fue recibido con una amplia aclamación de la crítica y descrito como un «himno para niños apáticos» de la Generación X. Aunque Nirvana se sintió incómodo con la atención comercial y generalizada que la canción les atrajo, los oyentes y críticos continúan elogiando «Smells Like Teen Spirit» como una de las mejores canciones de todos los tiempos.
El vídeo musical de la canción se basa en el concepto de una reunión de ánimo de la escuela secundaria que termina en caos y disturbios, inspirado en la película Over the Edge de Jonathan Kaplan de 1979 y Rock 'n' Roll High School de Ramones. Ganó dos premios MTV Video Music Awards y tuvo una gran rotación en el canal durante la década de 1990. En los años siguientes, Amy Finnerty, exmiembro del departamento de programación del canal, afirmó que el vídeo «cambió todo el aspecto de MTV» al darle al canal «una generación completamente nueva a la que vender». En 2000, el Guinness World Records nombró a «Smells Like Teen Spirit» como el «vídeo más reproducido» en MTV Europe.
«Smells Like Teen Spirit» se incluyó en la lista del Salón de la Fama del Rock and Roll de las canciones que dieron forma al rock and roll. En 2001, la Recording Industry Association of America (RIAA) clasificó la canción en el puesto 80 en su lista de Canciones del siglo. En 2002, NME clasificó la canción en el puesto número dos en su lista de «100 mejores sencillos de todos los tiempos», mientras que Kerrang! lo clasificó en el número uno en su lista de los «100 mejores sencillos de todos los tiempos». En 2021, Rolling Stone clasificó a «Smells Like Teen Spirit» en quinto lugar en su lista de las 500 mejores canciones de todos los tiempos. En 2017, fue incluido en el Salón de la Fama de los Grammy.

## Composición y grabación
«Smells Like Teen Spirit» fue una de varias canciones escritas después de las primeras sesiones de grabación de Nirvana con el productor Butch Vig en 1990. El cantante y guitarrista Kurt Cobain comenzó a escribirla unas semanas antes de grabar su segundo álbum, Nevermind, en 1991. Dijo que era un intento de escribir una canción al estilo de los Pixies, banda que admiraba:

Estaba intentando escribir la canción pop definitiva. Básicamente estaba tratando de estafar a los Pixies. Tengo que admitirlo. Cuando escuché a los Pixies por primera vez, me conecté tan fuertemente con esa banda que debería haber estado en esa banda, o al menos en una banda de versiones de los Pixies. Usamos su sentido de la dinámica, siendo suaves y silenciosos y luego ruidosos y duros.

Cuando Cobain presentó la canción a sus compañeros de banda, incluía solo el riff de guitarra principal y la melodía vocal del coro. Cobain dijo que era «cliché», similar a uno de Boston o la canción de Richard Berry «Louie Louie». El bajista Krist Novoselic lo calificó de «ridículo»; en respuesta, Cobain hizo que la banda la tocara durante una hora y media. Con el tiempo, Novoselic comenzó a tocarlo más lentamente, inspirando al baterista Dave Grohl a crear el ritmo de batería, que se basó en artistas disco como The Gap Band. Como resultado, es la única canción de Nevermind que acredita a los tres miembros de la banda como escritores.
El título deriva de una frase escrita en la pared de Cobain por su amiga Kathleen Hanna, cantante de la banda riot grrrl Bikini Kill: «Kurt huele a Teen Spirit». Hanna quiso decir que Cobain olía como el desodorante Teen Spirit, que ella y Tobi Vail, su entonces novia, habían descubierto durante un viaje a un supermercado. Cobain dijo que no conoció el desodorante hasta meses después del lanzamiento del sencillo y que lo había interpretado como un eslogan revolucionario, ya que habían estado discutiendo sobre anarquismo y punk rock.
Antes de la grabación del álbum, la banda envió a Vig demos de canciones como «Teen Spirit». Si bien el sonido estaba distorsionado debido a que la banda tocaba a un volumen alto, Vig sintió que era prometedor. Vig y la banda grabaron «Smells Like Teen Spirit» en Sound City Studios en el barrio de Van Nuys en Los Ángeles (California), en mayo de 1991. Vig sugirió cambios en el arreglo, incluido mover una guitarra ad lib al coro y acortar el coro. La banda grabó la pista básica en tres tomas y utilizó la segunda toma. Vig corrigió algunos errores de sincronización creados por Cobain al cambiar entre los pedales de efectos de su guitarra. Cobain grabó sólo tres tomas vocales; según Vig, «tuve suerte de que Kurt hiciera cuatro tomas».

## Música
«Smells Like Teen Spirit» es una canción de grunge y rock alternativo. Fue grabado en la tonalidad original de fa menor y sigue una progresión de acordes F5 -B♭-A♭5 -D♭, con el riff de guitarra principal construido a partir de cuatro power chords tocados en un rasgueo sincopado de semicorchea por Cobain. Los acordes de guitarra tenían doble seguimiento para crear un sonido «más potente». Los acordes ocasionalmente caen en voces de acordes suspendidos como resultado de que Cobain toque las cuatro cuerdas inferiores de la guitarra para lograr la densidad del sonido. El riff es similar al del éxito de Boston de 1976 «More Than a Feeling», aunque no es idéntico. Durante los versos, Cobain usó un pedal Small Clone para agregar un efecto de coro.
«Smells Like Teen Spirit» utiliza una «estructura formal algo convencional» que consta de secciones de cuatro, ocho y doce compases, incluido un verso de ocho compases, un preestribillo de ocho compases y un coro de doce compases. El musicólogo Graeme Downes, que dirigió la banda Verlaines, dice que «Smells Like Teen Spirit» ilustra la variación en desarrollo. Los elementos de la estructura están marcados con cambios de volumen y dinámica, pasando de silencioso a ruidoso varias veces. Esta estructura de «versos tranquilos con coros de guitarra temblorosos, seguidos de estribillos grandes y ruidosos de inspiración hardcore» se convirtió en una plantilla de rock alternativo.
Durante los versos, la banda mantiene la misma progresión de acordes que el estribillo. Cobain toca una línea de guitarra de dos notas sobre la línea de bajo de corchea de nota fundamental de Novoselic, que describe la progresión de acordes. Acercándose al coro, Cobain comienza a tocar las mismas dos notas en cada tiempo del compás y repite la palabra «Hello». Después del primer y segundo estribillo, Cobain canta simultáneamente la palabra «Yay» y realiza una curva al unísono con su guitarra. Después del segundo estribillo, Cobain toca un solo de guitarra de 16 compases reafirmando su melodía vocal del verso y el preestribillo. Durante el estribillo final, Cobain canta «A denial» repetidamente; su voz se vuelve tensa por la fuerza de los gritos.

## Letras e interpretación
La letra de «Smells Like Teen Spirit» a menudo era difícil de descifrar para los oyentes, tanto por su absurdidad como por la voz gutural y arrastrada de Cobain. Este problema se vio agravado por el hecho de que las notas del álbum Nevermind no incluían ninguna letra de las canciones aparte de fragmentos líricos seleccionados. Esta incomprensibilidad contribuyó a la resistencia inicial de las estaciones de radio a agregar la canción a sus listas de reproducción; un promotor de Geffen recordó que la gente de la radio de rock le dijo: «No podemos reproducir esto. No puedo entender lo que dice el tipo». MTV llegó incluso a preparar una versión del vídeo que incluía el letras que aparecen en la parte inferior de la pantalla, que transmitieron cuando el video se agregó a su agenda de rotación intensa. La letra del álbum, y algunas de versiones anteriores o alternativas de las canciones, se publicaron más tarde con las notas del sencillo «Lithium» en 1992. El crítico de rock estadounidense Dave Marsh notó los comentarios de los disc jockeys de la época de que la canción era «el “Louie Louie” de los noventa» y escribió: «Al igual que “Louie”, sólo que más aún, “Teen Spirit” revela sus secretos de mala gana y luego, a menudo, de manera incoherente». Marsh, tratando de descifrar la letra, sintió después leyendo la letra correcta de la partitura de la canción, dijo que «lo que imaginé era bastante mejor (al menos, más gratificante) de lo que Nirvana realmente cantó», y agregó: «Lo peor de todo es que no estoy seguro de saber más sobre [el significado de] “Smells Like Teen Spirit” ahora que antes de que me lanzara a buscar la versión oficial de los hechos».
El libro Teen Spirit: The Stories Behind Every Nirvana Song describe «Teen Spirit» como «una exploración típicamente turbia de Cobain sobre el significado y el sinsentido». Azerrad juega con la yuxtaposición de las letras contradictorias de Cobain —como «Is fun to lose and to pretend»— y afirma que «el punto que emerge no es sólo el conflicto de dos ideas opuestas, sino la confusión y la ira que el conflicto produce en el narrador: está enojado porque está confundido». La conclusión de Azerrad es que la canción es «alternativamente una reacción sarcástica a la idea de tener una revolución, pero también abraza la idea». Además, el «famoso pareado oscuro» —«A mulatto, an albino / A mosquito, my libido»— no es, según Azerrad, «nada más que dos pares de opuestos, una forma divertida de decir que el narrador está muy cachondo». En Heavier Than Heaven, la biografía de Cobain de Charles R. Cross, Cross sostiene que la canción es una referencia a la relación de Cobain con su exnovia Tobi Vail. Cross cita la frase «Ella está demasiado aburrida y segura de sí misma» y afirma que la canción «no podría haber sido sobre nadie más». Cross respalda su argumento con letras que estaban presentes en borradores anteriores, como «¿Quién será el rey y la reina de los adolescentes marginados [sic]?».
«Teen Spirit» se interpreta ampliamente como un himno de la revolución adolescente, interpretación reforzada por el vídeo musical. En una entrevista realizada el día en que se lanzó Nevermind, Cobain afirmó que la canción trataba sobre sus amigos y explicó: «Todavía nos sentimos como si fuéramos adolescentes porque no seguimos las pautas de lo que se espera de nosotros como adultos... También tiene una especie de tema revolucionario adolescente». En la biografía de Michael Azerrad Come as You Are: The Story of Nirvana, Cobain dijo que sentía el deber de «describir lo que sentía acerca de mi entorno, mi generación y la gente de mi edad». También dijo: «Toda la canción está compuesta de ideas contradictorias... Simplemente se burla de la idea de tener una revolución. Pero es una idea agradable». A medida que Cobain hacía más entrevistas, cambió su explicación de la canción y rara vez dio detalles sobre el significado. Grohl declaró que no cree que la canción tenga ningún mensaje y dijo: «Con solo ver a Kurt escribir la letra de una canción cinco minutos antes de cantarla por primera vez, te resulta un poco difícil creer que la canción tenga un mensaje mucho que decir sobre algo. Necesitas sílabas para llenar este espacio o necesitas algo que rime».

## Lanzamiento y recepción
«Smells Like Teen Spirit» se lanzó a la radio el 27 de agosto de 1991. El 10 de septiembre, se lanzó como sencillo principal de Nevermind, el debut discográfico principal de Nirvana en DGC Records. La canción no llegó inicialmente a las listas y se vendió bien sólo en regiones de los Estados Unidos con una base de fans establecida de Nirvana.
El sencillo estaba destinado a ser un corte de rock alternativo del álbum que construyera bases, y no se esperaba que fuera un éxito; el seguimiento, «Come as You Are», se planeó como el sencillo que podría pasar a los formatos de radio convencionales. Sin embargo, las estaciones de radio universitarias y de rock moderno colocaron «Smells Like Teen Spirit» en una gran rotación. Danny Goldberg, de la firma de gestión de Nirvana, Gold Mountain, dijo: «Ninguno de nosotros la escuchó como una canción cruzada, pero el público la escuchó y fue instantáneo... La escucharon en la radio alternativa, y luego salieron corriendo como lemmings a comprarla».
El vídeo recibió su estreno mundial en el programa nocturno de rock alternativo de MTV, 120 Minutes, el 29 de septiembre y resultó tan popular que el canal comenzó a transmitirlo durante su rotación diurna habitual. MTV añadió el vídeo a su selección «Buzz Bin» en octubre, donde permaneció hasta mediados de diciembre. A finales de año, la canción, el vídeo musical y el álbum Nevermind se habían convertido en éxitos. «Smells Like Teen Spirit» y Nevermind se convirtieron en un raro fenómeno multiformato, llegando a todos los principales formatos de radio de rock, incluido el rock moderno, el hard rock, el álbum de rock y la radio universitaria.
«Smells Like Teen Spirit» también fue un éxito comercial y de crítica. Encabezó las encuestas de fin de año de Village Voice «Pazz & Jop» y Melody Maker de 1991 y alcanzó el número dos en la lista de los mejores sencillos del año de Rolling Stone. El sencillo alcanzó el puesto número seis en la lista de sencillos Billboard Hot 100 la misma semana en que Nevermind alcanzó el número uno en la lista de álbumes. «Teen Spirit» alcanzó el número uno en la lista Modern Rock Tracks y ha sido certificado platino —un millón de copias enviadas— por la Recording Industry Association of America. Sin embargo, muchas estaciones estadounidenses Top 40 se mostraron reacias a reproducir la canción en rotación regular y la restringieron a la reproducción nocturna.
El sencillo también tuvo éxito en otros países. En el Reino Unido, «Smells Like Teen Spirit» se lanzó el 18 de noviembre de 1991, alcanzando el número siete en la UK Singles Chart y permaneciendo en las listas durante ciento ochenta y cuatro semanas. La canción fue nominada a dos premios Grammy: Mejor interpretación de Hard Rock vocal y Mejor canción de rock. Entertainment Weekly nombraría más tarde la derrota de Nirvana ante Eric Clapton en la categoría de Mejor Canción de Rock como una de las 10 mayores sorpresas en la historia de los Grammy. Fuera de Estados Unidos, la canción encabezó las listas de Bélgica, Francia, Nueva Zelanda y España. Se ubicó entre los cinco primeros de varios países europeos y alcanzó el número cinco en Australia. Apareció en varias listas de fin de año, incluido el número 10 en Nueva Zelanda, el número 17 en Bélgica y Alemania, y el número 32 en la lista Billboard Hot 100 de fin de año.
A raíz del éxito de Nirvana, Michael Azerrad escribió en un artículo de Rolling Stone de 1992: «“Smells Like Teen Spirit” es un himno a favor (¿o está en contra?) del “Why Ask Why?”. Simplemente no llamen a Cobain portavoz de una generación». Sin embargo, la prensa musical otorgó a la canción el estatus de «himno de una generación», colocando a Cobain como un portavoz reacio de la Generación X. The New York Times escribió que «“Smells Like Teen Spirit” podría ser la versión de esta generación del sencillo de 1976 de los Sex Pistols, “Anarchy in the U.K.”, si no fuera por la amarga ironía que impregna su título... como Nirvana lo sabe muy bien: el espíritu adolescente se embotella, envuelve y vende habitualmente».
Nirvana se sintió incómodo con el éxito de la canción y, en conciertos posteriores, a menudo la excluyó de la lista de canciones. Antes del lanzamiento del siguiente álbum de la banda en 1993, In Utero, Novoselic comentó: «Si no fuera por “Teen Spirit”, no sé cómo le habría ido a Nevermind... No hay un “Teen Spirits” en In Utero». Cobain dijo en 1994: «Todavía me gusta tocar “Teen Spirit”, pero es casi una vergüenza tocarla... Todo el mundo se ha centrado mucho en esa canción».

## Video musical

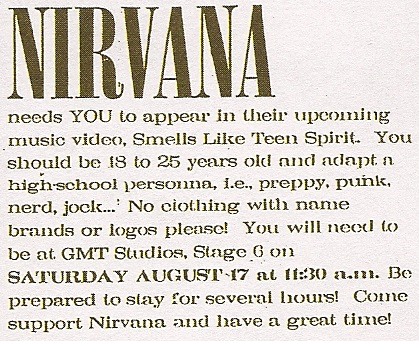
Anuncio de la banda animando a la gente a participar en la realización del vídeo musical de «Smells Like Teen Spirit»

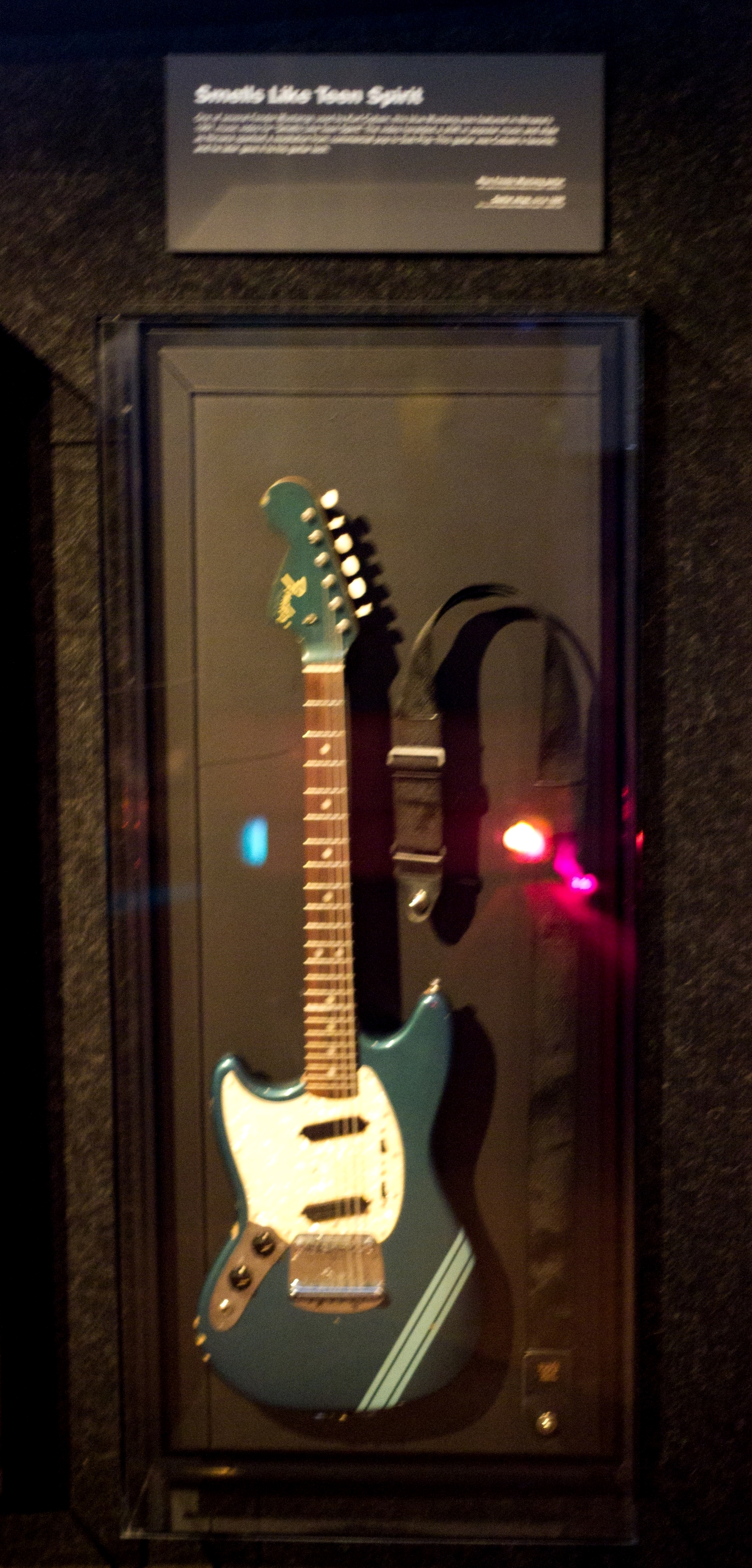
La Fender Mustang tocada por Kurt Cobain en el vídeo musical «Smells Like Teen Spirit»

El vídeo musical de «Smells Like Teen Spirit» fue el primero del director Samuel Bayer. Bayer creyó que lo contrataron porque su carrete de prueba era tan pobre que la banda anticipó que su producción sería «punk» y «no corporativa». El vídeo se basa en el concepto de un concierto escolar que termina en anarquía y disturbios, inspirado en la película Over the Edge de Jonathan Kaplan de 1979 y la película Rock 'n' Roll High School de Ramones. Tenía un presupuesto estimado de entre US$30 000 y US$50 000.
El vídeo fue filmado el 17 de agosto de 1991, en el escenario 6 de los estudios GMT en Culver City. Presenta a Nirvana tocando en un mitin en el gimnasio de una escuela secundaria ante una audiencia de estudiantes apáticos en las gradas y porristas con vestidos negros con el símbolo anarquista de la A circulada. El vídeo presenta una aparición de Burton C. Bell, más tarde conocido como líder de la banda de heavy metal Fear Factory. De vez en cuando, la escena muestra a un conserje —interpretado por Tony De La Rosa— vestido con un mono azul marino y bailando con el mango de una escoba. El video termina con los estudiantes destruyendo el set y el equipo de la banda. El descontento era genuino; los extras que llenaban las gradas se vieron obligados a permanecer sentados durante numerosas repeticiones de la canción durante toda una tarde de rodaje. Cobain convenció a Bayer para que permitiera que los extras hagan pogo y el set se convirtió en un escenario de caos. «Una vez que los jóvenes salieron a bailar, simplemente dijeron “jódete”, porque estaban muy cansados de su mierda durante todo el día», dijo Cobain.
A Cobain no le gustó la edición final de Bayer y supervisó una reedición del vídeo, creando la versión final. Una de las principales adiciones de Cobain fue la penúltima toma, un primer plano de su rostro después de haber estado oscurecido durante la mayor parte del vídeo. Otro cambio importante involucró dos secuencias de un director parado junto a un altavoz y siendo rociado con confeti, y un maestro vestido como un nerd bailando la canción con una gorra de «Dunce» antes de ser atado a un poste de baloncesto. Cobain hizo que se eliminaran las imágenes del director y la mayoría de las imágenes del maestro, aparte de la escena final que muestra al maestro atado al poste mientras el conserje barre el piso. Bayer dijo que, a diferencia de los artistas posteriores con los que trabajó, Cobain no era vanidoso y estaba más interesado en que «el vídeo tuviera algo que realmente tuviese que ver sobre lo que ellos trataban».

### Recepción
El vídeo musical recibió críticas positivas. El escritor de Rolling Stone, David Fricke, describió el vídeo como «el mejor concierto que puedas imaginar». Además de ocupar el puesto número uno en la categoría de sencillos, «Teen Spirit» también encabezó la categoría de vídeos musicales en la encuesta «Pazz & Jop» de Village Voice de 1991. El vídeo le valió a Nirvana los premios al Mejor Artista Nuevo y al Mejor Grupo Alternativo en los MTV Video Music Awards de 1992, y en 2000, Guinness World Records nombró a «Teen Spirit» como el vídeo más reproducido en MTV Europe. Amy Finnerty, exmiembro del departamento de programación de MTV, dijo más tarde que el vídeo «cambió todo el aspecto de MTV» al darles «una generación completamente nueva a la que vender».
Rolling Stone colocó el vídeo musical de «Smells Like Teen Spirit» en el número dos de su lista de 1993 de «Los 100 mejores vídeos musicales». MTV clasificó el vídeo musical de la canción en el número tres de su lista de los «100 mejores vídeos musicales jamás realizados» en 1999. VH1 colocó el debut del video «Teen Spirit» en el puesto dieciocho en su lista de 2000 de «100 mejores momentos de rock & roll en televisión», y señaló que convirtió al rock alternativo en «una fuerza comercial y de cultura pop». En 2001, VH1 lo nombró el cuarto mejor vídeo. Fue parodiado en el video musical de «Weird Al» Yankovic para «Smells Like Nirvana» y en el video musical de Bob Sinclar de 2006 para «Rock This Party (Everybody Dance Now)». Para el 25 de diciembre de 2019, El vídeo había sido visto mil millones de veces en YouTube.

## Interpretaciones en vivo
«Smells Like Teen Spirit» se presentó por primera vez en vivo el 17 de abril de 1991 en el OK Hotel de Seattle (Washington). La actuación aparece en el DVD de la caja recopilatoria de 2004 With the Lights Out, mientras que se incluyen clips más cortos en el DVD Nevermind de Classic Albums, así como en el documental Hype!. Como la letra de la canción aún no había sido escrita en su totalidad, existen diferencias notables entre esta y la versión final. Por ejemplo, la primera actuación comenzó con el verso «Come out and play, make up the rules» en lugar de la apertura final con «Load up on guns, bring your friends». Aparece una grabación de la versión anterior en With the Lights Out y nuevamente en Sliver: The Best of the Box. Una interpretación temprana similar en vivo de la canción se encuentra en el documental 1991: The Year Punk Broke, filmado durante una gira de verano de 1991 en Europa con Sonic Youth.
El debut televisivo internacional de «Smells Like Teen Spirit» fue el 8 de noviembre de 1991, en la serie de televisión británica The Word. Cobain comenzó declarando: «Quiero que todos en esta sala sepan que Courtney Love, la cantante principal del sensacional grupo pop Hole, es el mejor polvo del mundo». Cobain y Love se casaron al año siguiente.
Nirvana a menudo alteraba la letra y el tempo de la canción para presentaciones en vivo. En algunas se cambió la línea «nuestro pequeño grupo siempre ha sido» por «nuestra pequeña tribu siempre ha sido», que se puede escuchar en el álbum en vivo de 1996 From the Muddy Banks of the Wishkah. Rolling Stone comentó que la versión Wishkah de «Teen Spirit» «[encontró] la guitarra de Cobain tambaleándose fuera de los límites melódicos de la canción y generando nueva vida en ese éxito casi agotado». Una interpretación alternativa notable de «Smells Like Teen Spirit» ocurrió en Top of the Pops de la BBC en 1991, durante la cual la banda se negó a imitar la pista de acompañamiento pregrabada y Cobain cantó deliberadamente toda la canción una octava más abajo y alteró numerosas letras en la canción —por ejemplo, «Load up on guns, bring your friends» se convirtió en «Load up on drugs, kill your friends»—. Cobain dijo más tarde que estaba tratando de sonar como el exlíder de The Smiths, Morrissey. Cuando Top of the Pops fue cancelado en 2006, The Observer incluyó la interpretación de Nirvana de «Smells Like Teen Spirit» como la tercera mejor en la historia del programa. Esta actuación se puede encontrar en el video casero de 1994 Live! Tonight! Sold Out!!.

## Legado
Apodado el «himno para jóvenes apáticos» de la Generación X, en los años posteriores al suicidio de Cobain en 1994 y la ruptura de Nirvana, «Smells Like Teen Spirit» ha seguido cosechando elogios de la crítica y, a menudo, figura como una de las más grandes canciones de todos los tiempos. Fue incluido en la lista del Salón de la Fama del Rock and Roll de «Las canciones que dieron forma al rock and roll» en 1997. En 2000, VH1 calificó la canción en el puesto cuarenta y uno en su lista de las «100 mejores canciones de rock», mientras que MTV y Rolling Stone la clasificaron en tercer lugar en su lista conjunta de las «100 mejores canciones pop». La Recording Industry Association of America colocó «Smells Like Teen Spirit» en el puesto ochenta de su lista de «Canciones del siglo» de 2001. En 2002, NME otorgó a la canción el puesto número dos en su lista de «100 mejores sencillos de todos los tiempos», con Kerrang! ubicándolo en el número uno en su propia lista de los «100 mejores solteros de todos los tiempos». VH1 colocó «Smells Like Teen Spirit» en el número uno de su lista de «100 mejores canciones de los últimos 25 años» en 2003, mientras que ese mismo año, la canción quedó tercera en una encuesta Q de las «1001 mejores canciones de todos los tiempos». En 2021, Rolling Stone clasificó a «Smells Like Teen Spirit» en quinto lugar en su lista de «Las 500 mejores canciones de todos los tiempos». La canción se colocó en el número seis en la «Encuesta global sobre la mejor canción de todos los tiempos» de NME en 2005. En 2022, se incluyó en la lista «La historia de NME en 70 canciones (en su mayoría) fundamentales»: Mark Beaumont escribió que con esta canción, Nirvana rejuveneció el rock estadounidense, «perfeccionando los rugidos melódicos de Husker Du, Pixies, Dinosaur Jr y Sonic Youth en una dinámica silenciosa y ruidosa amigable con MTV».
En la encuesta de 2006 de VH1 UK The Nation's Favourite Lyric, la frase «I feel stupid and contagious / Here we are now, entertain us» fue clasificada como la tercera letra favorita por más de 13 000 votantes. VH1 colocó «Smells Like Teen Spirit» en el número uno de su lista de las «100 mejores canciones de los años 90» en 2007, mientras que Rolling Stone la clasificó en el número diez en su lista de «Las 100 mejores canciones de guitarra de todos los tiempos». En 2009, la canción fue votada como número uno por tercera vez consecutiva en Triple J Hottest 100 of All Time en Australia —anteriormente ocupó el primer lugar en 1991 y 1998—. Ese año, VH1 clasificó la canción en séptimo lugar en su lista de las «100 mejores canciones de Hard Rock». A pesar de haber propuesto previamente en su entrada de 2006 para Nevermind en «The All-TIME 100 Albums» que «“Smells Like Teen Spirit”... puede ser la peor canción del álbum», la revista Time la incluyó más tarde en su lista de «Las 100 canciones de todos los tiempos» en 2011. Ese mismo año, «Smells Like Teen Spirit» mantuvo su puesto número nueve en la lista actualizada de Rolling Stone de «Las 500 mejores canciones de todos los tiempos», mientras que en 2019, la revista la ubicó en el número uno de su lista de «50 mejores canciones de los noventa». NME colocó la canción en el número dos de su lista de las «100 mejores canciones de los 90» en 2012, y en el número uno de su lista de «Las 500 mejores canciones de todos los tiempos» en 2014. En 2015, la canción también fue nombrada la canción más icónica de todos los tiempos según un estudio realizado por Goldsmith's College, que analizó varias canciones que figuran en numerosas listas de las «mejores de todos los tiempos», utilizando software analítico para comparar su clave, BPM y variedad de acordes, contenido lírico, variedad tímbrica y variación sonora, cuyo resultado designó el título de esta canción. En 2017, fue incluido en el Salón de la Fama de los Grammy.
«Smells Like Teen Spirit» se volvió a publicar como sencillo de vinilo de edición limitada de 7 pulgadas en diciembre de 2011. En un intento de emular una exitosa campaña de Facebook de 2009 para promover la canción «Killing in the Name» de Rage Against the Machine, se lanzó una campaña en línea para promover «Smells Like Teen Spirit» al número uno de Navidad de 2011 en la UK Singles Chart en protesta por los tratos de la serie de televisión The X Factor con la organización benéfica para niños Rhythmix. También se lanzó una campaña similar en Irlanda para llevar la canción al número uno en la Navidad de 2011 en la Irish Singles Chart. La campaña resultó en que la canción alcanzara el número 11 en la UK Singles Chart, vendiendo 30 000 copias. Según el informe de fin de año de Nielsen Music para 2019, «Smells Like Teen Spirit» fue la canción más reproducida de la década en la radio de rock convencional con 145 000 reproducciones. Todas las canciones del top 10 eran de la década de 1990. En junio de 2021, «Smells Like Teen Spirit» se convirtió en la segunda canción de la década de 1990 en alcanzar mil millones de reproducciones en la plataforma Spotify.

## Versiones y parodias
Tori Amos grabó la canción y la lanzó en 1992 en su sencillo EP «Crucify». Dave Grohl comentó sobre las versiones de Nirvana en 1996: «Hay algunas bandas que salen y hacen versiones de Nirvana y es absolutamente ridículo. Eso es casi como una profanación, eso es lo que pienso. La versión de Tori Amos (“Smells Like Teen Spirit”) estuvo bien. Quiero decir, fue bastante divertido. Ella puede hacer lo que quiera». «Weird Al» Yankovic parodió la canción en 1992 con «Smells Like Nirvana», una canción sobre el propio Nirvana. Cobain rápidamente dio permiso, pero preguntó: «No se trata de comida, ¿verdad?». Yankovic respondió: «No, se trata de que nadie puede entender tus letras». Al escuchar la parodia, Cobain y sus compañeros de banda se rieron histéricamente. Yankovic ha dicho que Cobain le dijo que se dio cuenta de que Nirvana lo había «logrado» cuando escuchó la parodia. En 1995, la banda queercore Pansy Division lanzó una versión con letra modificada titulada «Smells Like Queer Spirit» en su álbum Pile Up. El guitarrista de Pansy Division, Jon Ginoli, insistió en que la versión de la canción de su banda no era una parodia sino «un tributo afectuoso». En la película de 2011 Los Muppets y su banda sonora, uno de los actos del Teletón de los Muppets involucra a Rowlf the Dog, Link Hogthrob, Sam Eagle y Beaker interpretando la canción como un cuarteto de barberos, donde el invitado especial involuntario Jack Black los acusa de «arruinar una de las mejores canciones de todos los tiempos». La película de 2015 Pan presenta una versión de la canción interpretada por Hugh Jackman en el personaje del pirata Barbanegra y otros miembros del elenco en una secuencia musical que presenta al personaje y su tripulación. Fue seleccionada para la escena después de que otras canciones tradicionales de piratas «simplemente no encajaban» con los realizadores durante los ensayos. Una versión grabada por la cantante Malia J se utiliza en la secuencia de créditos iniciales de la película Black Widow de 2021.

## Lista de canciones
Todas las letras están escritas por Kurt Cobain; toda la música está compuesta por Nirvana.

| Sencillo de CD estadounidense |                           |                          |          |  |
| N.º                           | Título                    | Escritor(es)             | Duración |  |
| 1.                            | «Smells Like Teen Spirit» | Cobain, Grohl, Novoselic | 4:30     |  |
| 2.                            | «Drain You»               | Cobain                   | 3:43     |  |
| 3.                            | «Even in His Youth»       | Cobain, Grohl, Novoselic | 3:03     |  |
| 4.                            | «Aneurysm»                | Cobain, Grohl, Novoselic | 4:44     |  |

| Sencillo de CD Europeo |                           |                          |          |  |
| N.º                    | Título                    | Escritor(es)             | Duración |  |
| 1.                     | «Smells Like Teen Spirit» | Cobain, Grohl, Novoselic | 4:30     |  |
| 2.                     | «Even in His Youth»       | Cobain, Grohl, Novoselic | 3:03     |  |
| 3.                     | «Aneurysm»                | Cobain, Grohl, Novoselic | 4:44     |  |

| Sencillo de casete estadounidense |                           |                          |          |  |
| N.º                               | Título                    | Escritor(es)             | Duración |  |
| 1.                                | «Smells Like Teen Spirit» | Cobain, Grohl, Novoselic | 4:30     |  |
| 2.                                | «Even in His Youth»       | Cobain, Grohl, Novoselic | 3:03     |  |

| Sencillo de 12" estadounidense |                           |                          |          |  |
| N.º                            | Título                    | Escritor(es)             | Duración |  |
| 1.                             | «Smells Like Teen Spirit» | Cobain, Grohl, Novoselic | 5:00     |  |
| 2.                             | «Drain You»               | Cobain                   | 3:43     |  |
| 3.                             | «Aneurysm»                | Cobain, Grohl, Novoselic | 4:44     |  |

| Sencillo de 7" alemán |                           |                          |          |  |
| N.º                   | Título                    | Escritor(es)             | Duración |  |
| 1.                    | «Smells Like Teen Spirit» | Cobain, Grohl, Novoselic | 4:30     |  |
| 2.                    | «Even in His Youth»       | Cobain, Grohl, Novoselic | 3:03     |  |

| Sencillo de 12" alemán |                           |                          |          |  |
| N.º                    | Título                    | Escritor(es)             | Duración |  |
| 1.                     | «Smells Like Teen Spirit» | Cobain, Grohl, Novoselic | 4:30     |  |
| 2.                     | «Even in His Youth»       | Cobain, Grohl, Novoselic | 3:03     |  |
| 3.                     | «Aneurysm»                | Cobain, Grohl, Novoselic | 4:44     |  |

| Sencillo promocional de 12" estadounidense |                           |                          |          |  |
| N.º                                        | Título                    | Escritor(es)             | Duración |  |
| 1.                                         | «Smells Like Teen Spirit» | Cobain, Grohl, Novoselic | 4:30     |  |
| 2.                                         | «Even in His Youth»       | Cobain, Grohl, Novoselic | 3:03     |  |
| 3.                                         | «Aneurysm»                | Cobain, Grohl, Novoselic | 4:44     |  |

## Personal
Personal adaptado de la notas interiores de Nevermind
Nirvana
- Kurt Cobain (no acreditado) – voz, guitarras
- Krist Novoselic (no acreditado) – bajo
- Dave Grohl (no acreditado) – batería, coros en «Drain You»

Personal técnico
- Butch Vig – productor, ingeniero
- Nirvana – productor, ingeniero
- Craig Montgomery – producción e ingeniería en «Even in His Youth» y «Aneurysm»‡
- Andy Wallace – mezcla

 Aparece en todos los formatos de lanzamiento, excepto en Reino Unido 7" y algunas promociones.
‡ Emparejado con la pista «Even in His Youth» en CD y el sencillo promocional de 12" únicamente; también por separado en Reino Unido 12" (picture disc).

## Posicionamiento en listas

### Listas semanales
| Chart (1991–1992)                            | Peak position |
| -------------------------------------------- | ------------- |
| Australia (ARIA)                             | 5             |
| Australia Alternative (ARIA)                 | 1             |
| Austria (Ö3 Austria Top 40)                  | 8             |
| Belgium (IFPI Belgium)                       | 1             |
| Bélgica (Flandes) (Ultratop 50)              | 1             |
| Belgium (VRT Top 30 Flanders)                | 1             |
| Buenos Aires (UPI)                           | 1             |
| Canadá (RPM Top Singles)                     | 9             |
| Canada Contemporary Album Radio (The Record) | 22            |
| Denmark (ANR North Jutland)                  | 3             |
| European Hot 100 Singles (Music & Media)     | 4             |
| European Hit Radio Top 40 (Music & Media)    | 31            |
| Finland (Suomen virallinen lista)            | 8             |
| Francia (SNEP)                               | 1             |
| Alemania (Offizielle Deutsche Charts)        | 2             |
| Irlanda (IRMA)                               | 15            |
| Italy (Musica e dischi)                      | 3             |
| Países Bajos (Dutch Top 40)                  | 3             |
| Países Bajos (Mega Single Top 100)           | 3             |
| Nueva Zelanda (Recorded Music NZ)            | 1             |
| Noruega (VG-lista)                           | 2             |
| Portugal (AFP)                               | 2             |
| Spain (AFYVE)                                | 1             |
| Spain (Los 40 Principales)                   | 1             |
| Suecia (Sverigetopplistan)                   | 3             |
| Suiza (Schweizer Hitparade)                  | 6             |
| UK Network Singles (MRIB)                    | 7             |
| Reino Unido (Official Charts Company)        | 7             |
| UK Airplay (ERA)                             | 32            |
| Estados Unidos (Billboard Hot 100)           | 6             |
| Estados Unidos (Alternative Airplay)         | 1             |
| Estados Unidos (Hot Dance Club Songs)        | 14            |
| Estados Unidos (Mainstream Rock)             | 7             |
| US Top 100 Pop Singles (Cashbox)             | 5             |
| US CHR Top 40 (Radio & Records)              | 9             |
| US AOR Tracks (Radio & Records)              | 7             |

| Chart (2021)                                  | Peak Position |
| --------------------------------------------- | ------------- |
| Global 200 (Billboard)                        | 92            |
| Estados Unidos (Hot Rock & Alternative Songs) | 9             |

### Listas de fin de año
| Chart (1992)                             | Position |
| ---------------------------------------- | -------- |
| Australia (ARIA)                         | 46       |
| Belgium (Ultratop 50 Flanders)           | 17       |
| Canada Top Singles (RPM)                 | 79       |
| European Hot 100 Singles (Music & Media) | 10       |
| Germany (Official German Charts)         | 17       |
| Netherlands (Dutch Top 40)               | 29       |
| Netherlands (Single Top 100)             | 28       |
| New Zealand (Recorded Music NZ)          | 10       |
| US Billboard Hot 100                     | 32       |
| US AOR Tracks (Radio & Records)          | 63       |

| Chart (2011)     | Position |
| ---------------- | -------- |
| UK Singles (OCC) | 184      |

| Chart (2021)           | Position |
| ---------------------- | -------- |
| Global 200 (Billboard) | 113      |
| Portugal (AFP)         | 182      |

| Chart (2022)           | Position |
| ---------------------- | -------- |
| Global 200 (Billboard) | 86       |

| Chart (2023)           | Position |
| ---------------------- | -------- |
| Global 200 (Billboard) | 169      |

### Listas de fin de década
| Chart (2010–2019)                          | Position |
| ------------------------------------------ | -------- |
| US Mainstream Rock (Nielsen Music)         | 1        |
| Canadian Mainstream Rock Radio (Billboard) | 1        |